# Ordinul Jartierei

Stema Ordinului Jartierei

Ordinul Jartierei, (în engleză Order of the Garter, iar titlul întreg în engleză The Most Noble Order of the Garter), este cel mai înalt ordin cavaleresc britanic, care a fost instituit în Anglia, de către regele Eduard al III-lea.

## Istorie

### Instituirea Ordinului Jartierei

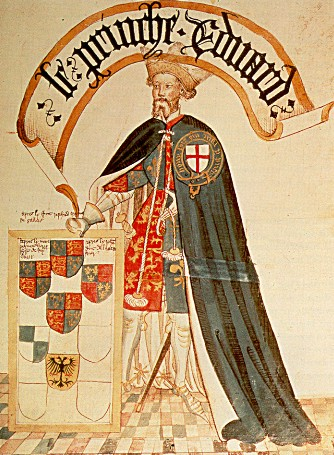
Regele Eduard al III-lea purtând, la pieptul stâng, pe mantie, Ordinul Jartierei

Se spune că, la un bal, la Calais, Catherine Montagu, contesă de Salisbury, metresa regelui Eduard al III-lea, a lăsat să-i cadă jartiera, în timp ce dansa. Regele a ridicat jartiera. Tăind elanul celor care făceau glume la adresa gestului său, regele a spus: 
„Messieurs, honni soit qui mal y pense! Ceux qui rient maintenant seront un jour très honorés d’en porter une semblable, car ce ruban sera mis en tel honneur que les moqueurs, eux-mêmes le rechercheront avec empressement.,”
 adică, în limba română, „Domnilor, nerușinat să fie [considerat] cel ce se gândește la rău! Cei care râd acum se vor simți, într-o zi, foarte onorați să poarte o panglică asemănătoare, întrucât această panglică va fi așezată într-o asemenea onoare încât zeflemiștii înșiși o vor căuta curtenitor”.
Potrivit unei alte legende, regele Richard I a fost inspirat în secolul al XII-lea de Sfântul Gheorghe luând hotărârea de a atașa o jartieră în jurul gambei cavalerilor săi pentru a le purta noroc în bătălie, în timpul cruciadelor. Regele Eduard al III-lea ar fi hotărât să facă referință la acest eveniment când a fondat Ordinul, în secolul al XIV-lea.
Ordinul Jartierei a fost instituit pe la anul 1340. După alte surse, Ordinul Jartierei ar fi fost instituit cu patru ani mai târziu, în 1344.
Ordinul Jartierei se acordă de către rege / regină persoanei care a adus servicii deosebite statului britanic sau regelui / reginei acestuia.

## Descriere

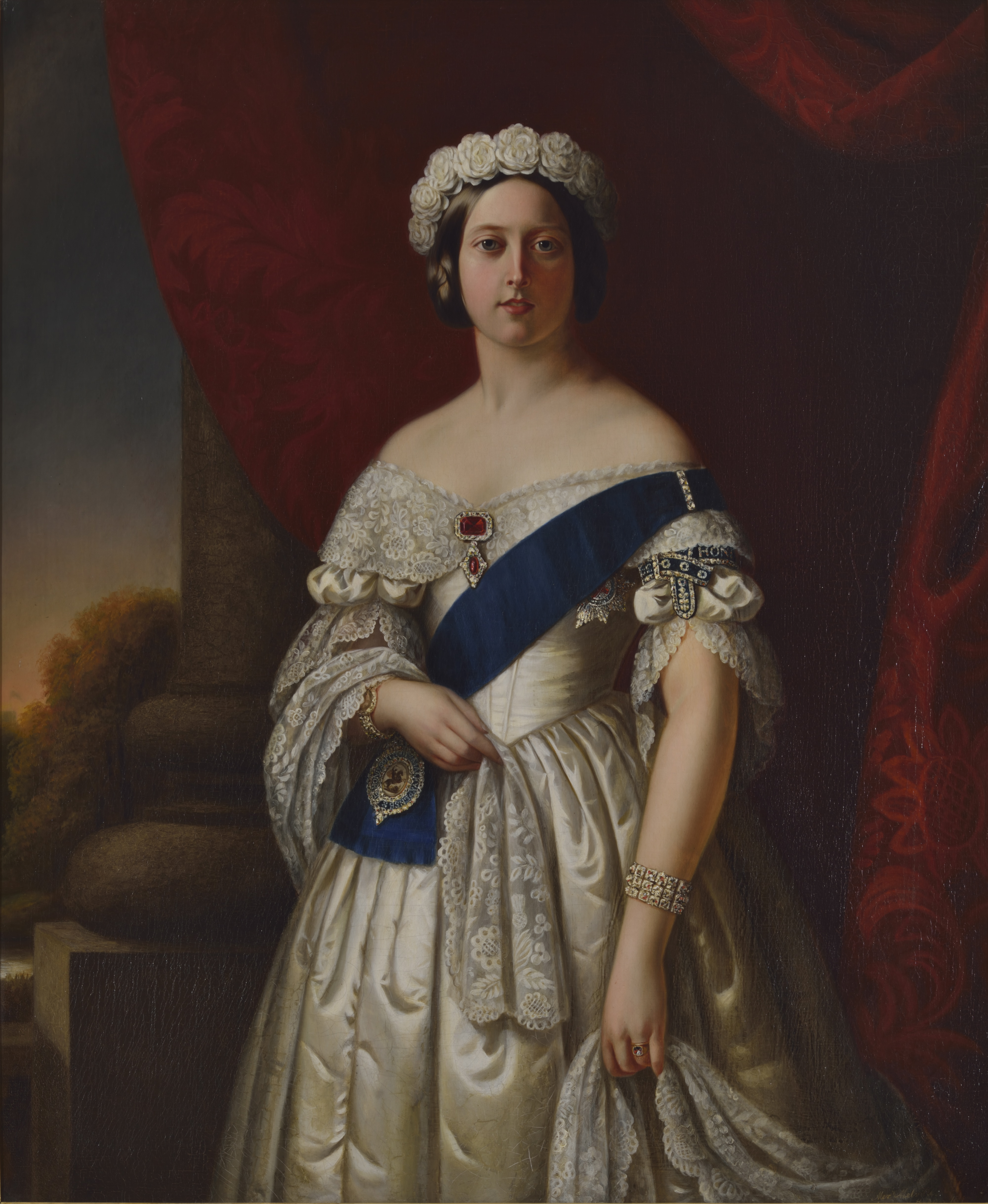
Regina Victoria purtând Ordinul Jartierei la brațul stâng

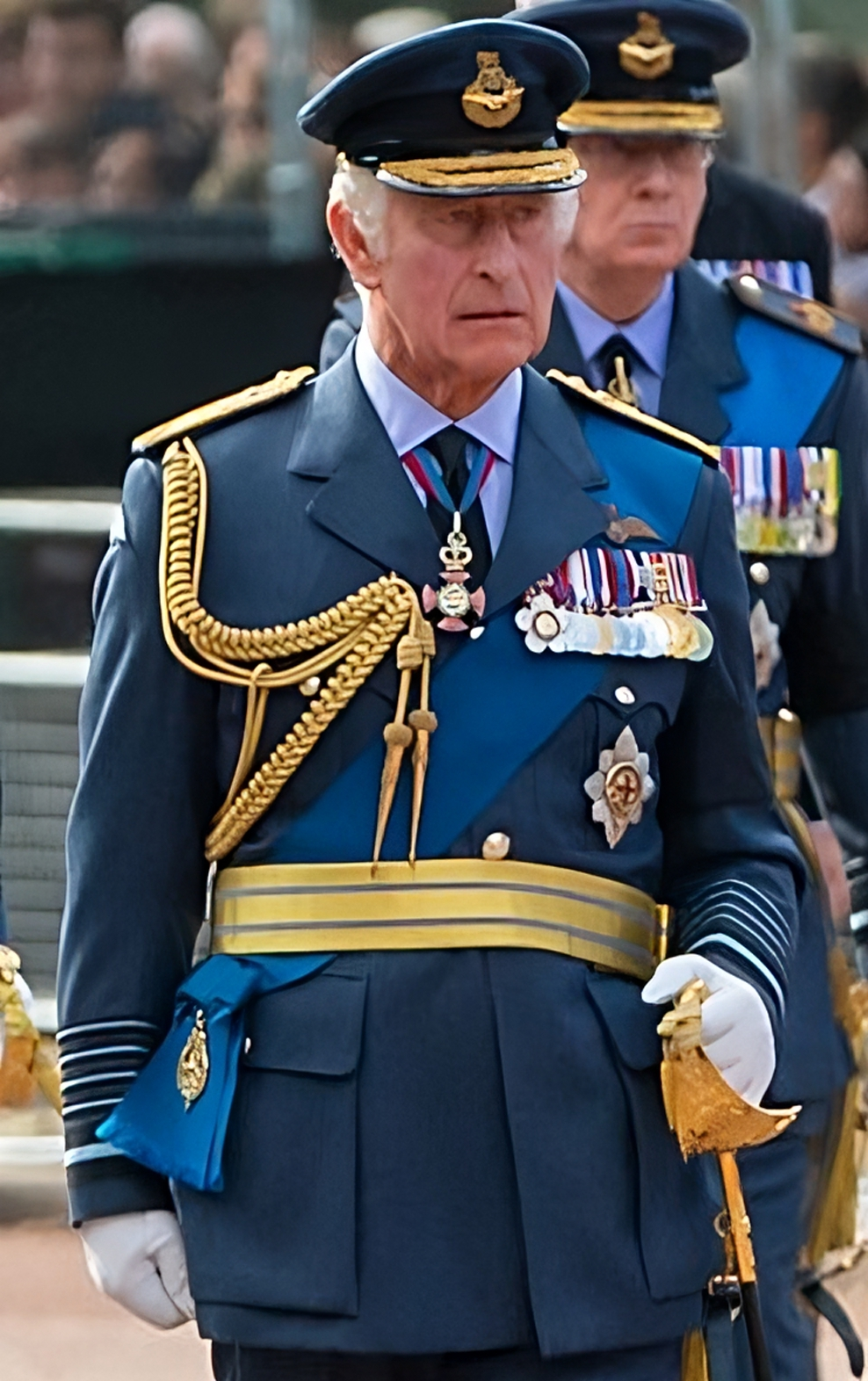
Charles III - Regele Marii Britanii purtând Ordinul Jartierei pe pieptul uniformei.

Ordinul Jartierei este format dintr-o broșă, reprezentând o jartieră, care amintește de „jartiera contesei de Salisbury”. Circular, pe marginea broșei (pe jartieră), se află gravată, cu litere de aur, deviza Ordinului Jartierei: HONI • SOIT • QUI • MAL • Y • PENSE În centru, pe un scut alb, este reprezentată o cruce roșie.

## Galerie de imagini

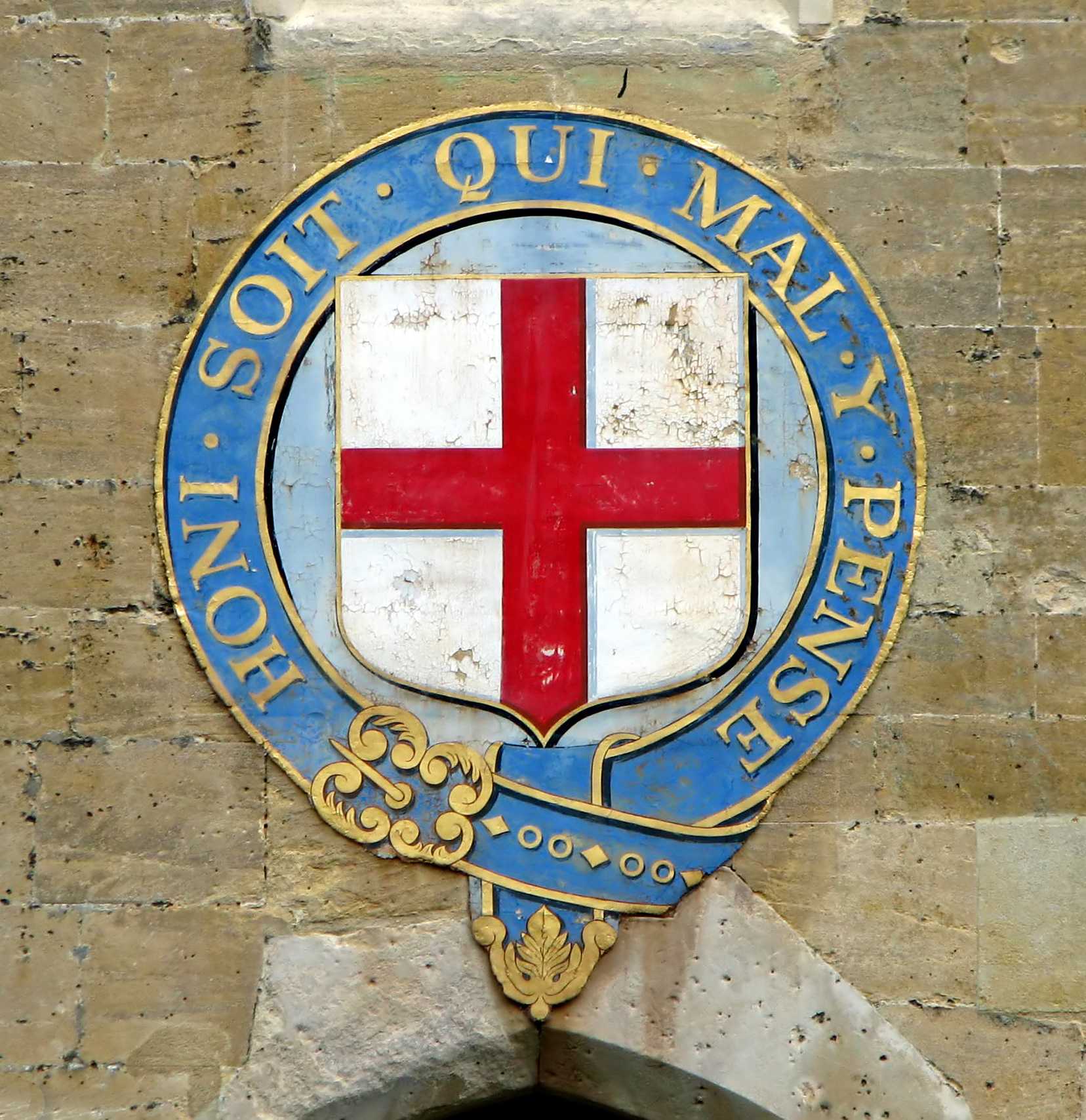
Stema Ordinului Jartierei pe zidul Castelului Windsor, din Anglia
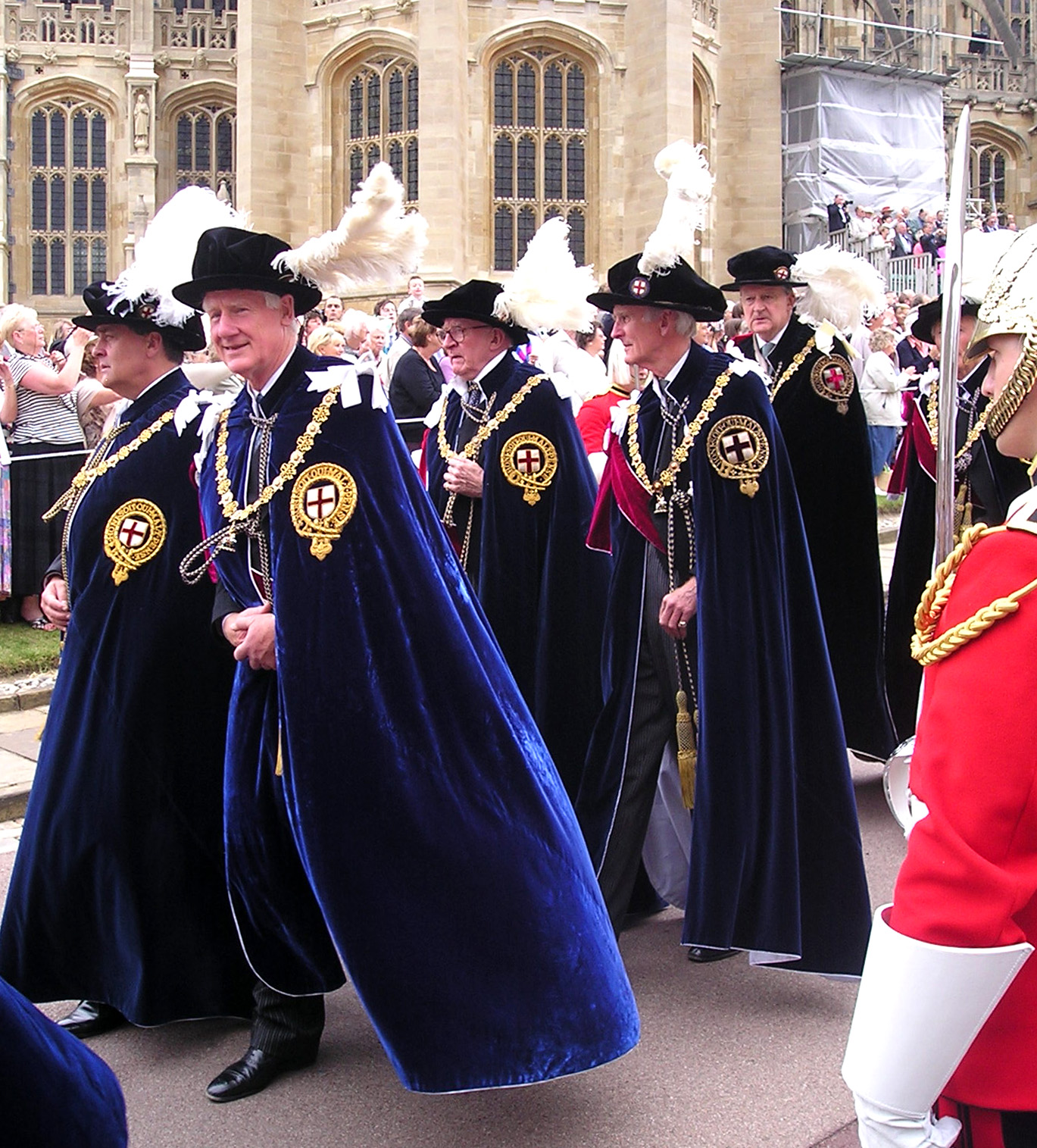
Cavaleri companioni ai Ordinului Jartierei
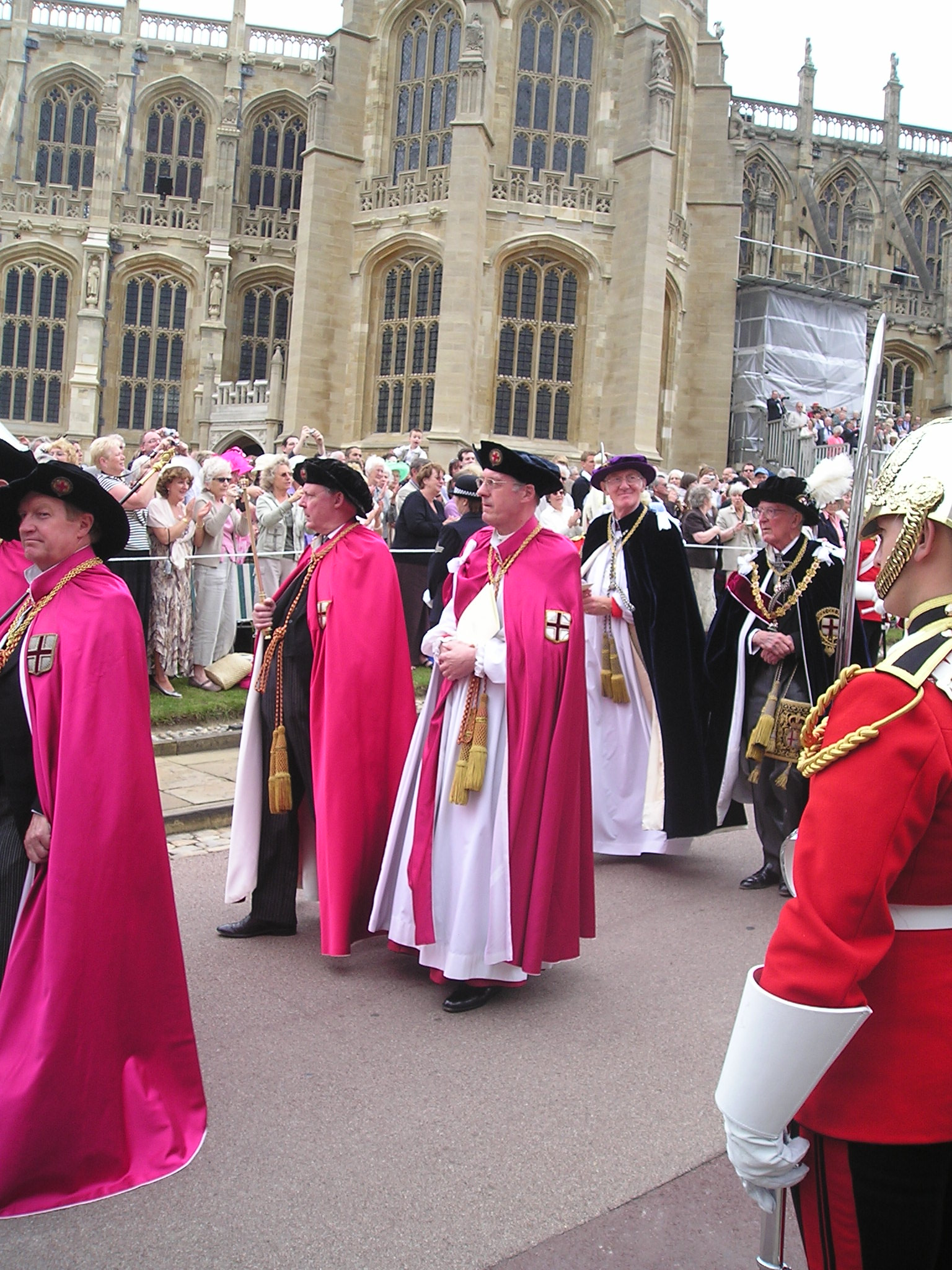
Ofițeri ai Ordinului Jartierei
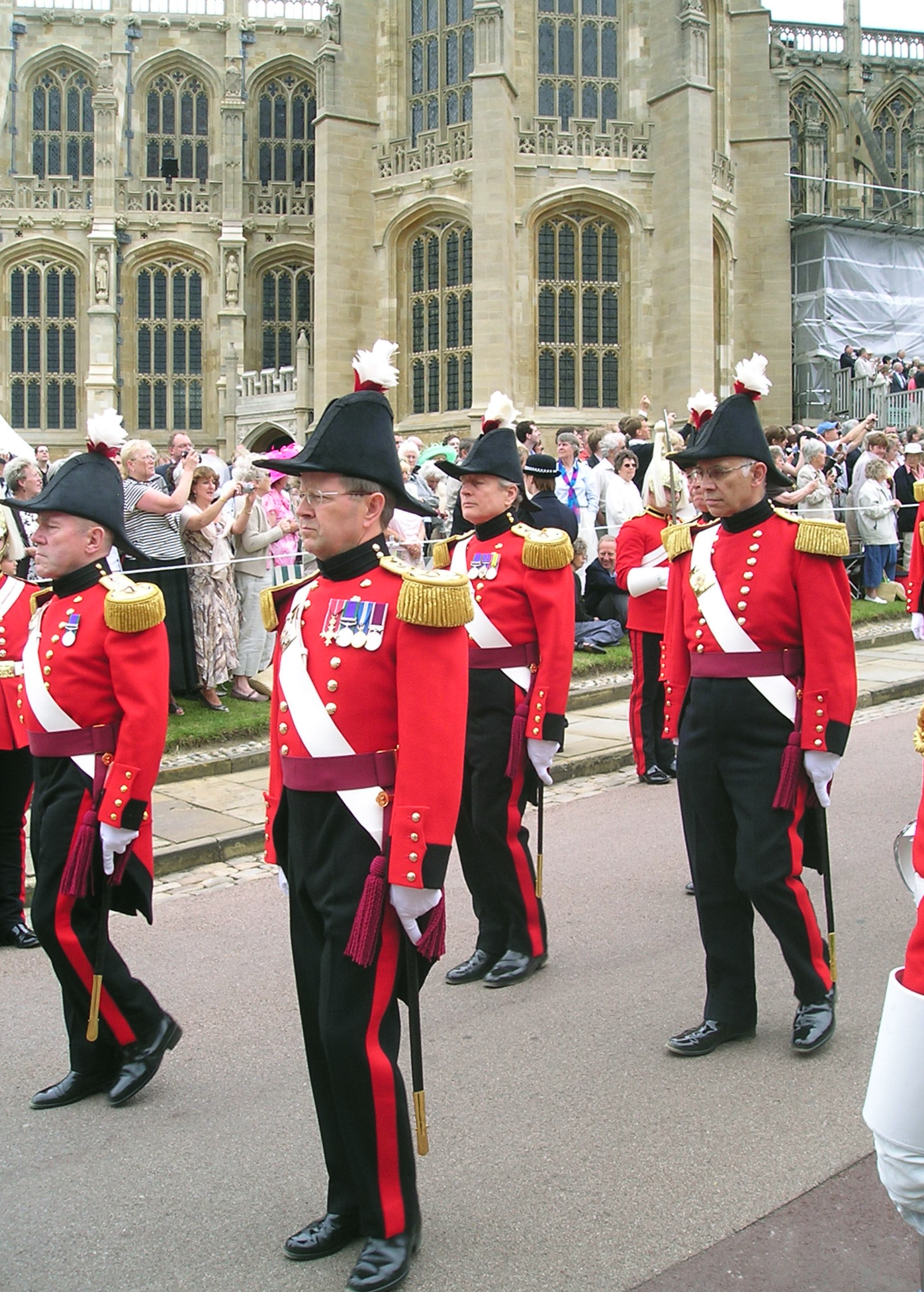
Procesiune a cavalerilor militari de Windsor

### Articole conexe
- Deviză (expresie)
- Faleristică
- Războiul de o sută de ani